# Roel Gras
Roelof (Roel) Gras (Amsterdam, 26 mei 1908 – 2 april 1999) was een Nederlands voetballer.

## Biografie
Roel Gras was de zoon van Gerrit Gras en Geertje Thie. Hij trouwde op 11 januari 1939 met Martha de Bruin en had twee dochters. Zijn oudere zus Grietje trouwde met Jan van Diepenbeek.
Hij speelde van 1932 tot 1936 bij AFC Ajax als verdediger. Van zijn debuut in het kampioenschap op 27 november 1932 tegen Sparta tot zijn laatste wedstrijd op 16 februari 1936 tegen VSV speelde Gras in totaal 16 wedstrijden in het eerste elftal van Ajax.
In 1958 ging hij naar Australië.

## Statistieken
| Club  | Seizoen | Competitie | Competitie | Beker | Beker | Totaal | Totaal |
| Club  | Seizoen | Wed.       | Dlp.       | Wed.  | Dlp.  | Wed.   | Dlp.   |
| ----- | ------- | ---------- | ---------- | ----- | ----- | ------ | ------ |
| Ajax  | 1932/33 | 10         | 0          | -     | -     | 10     | 0      |
| Ajax  | 1933/34 | 1          | 0          | -     | -     | 1      | 0      |
| Ajax  | 1934/35 | 2          | 0          | 0     | 0     | 2      | 0      |
| Ajax  | 1935/36 | 3          | 0          | 0     | 0     | 3      | 0      |
| Total | Total   | 16         | 0          | 0     | 0     | 16     | 0      |